# Antioxidans
Ein Antioxidans oder Antioxidationsmittel (Mehrzahl Antioxidantien, auch Antioxidanzien) ist eine chemische Verbindung, die eine Oxidation anderer Substanzen verlangsamt oder gänzlich verhindert.
Antioxidantien haben eine große physiologische Bedeutung durch ihre Wirkung als Radikalfänger. Sie inaktivieren im Organismus reaktive Sauerstoffspezies (ROS), deren übermäßiges Vorkommen zu oxidativem Stress führt, der in Zusammenhang mit dem Altern und der Entstehung einer Reihe von Krankheiten gebracht wird. Geringe, d. h. physiologische Mengen an ROS dagegen sind als Signalmoleküle, die die Stressabwehrkapazität, Gesundheit und Lebenserwartung von Modellorganismen und des Menschen steigern, durchaus erforderlich. Eine nahrungsergänzende Zufuhr (Supplementierung) von Antioxidantien kann bestimmten Studien zufolge zu einer gesteigerten Krebshäufigkeit und zu einem erhöhten Sterberisiko des Menschen führen.
Antioxidationsmittel sind außerdem von großer, insbesondere technologischer Bedeutung als Zusatzstoffe für verschiedenste Produkte (Lebensmittel, Arzneimittel, Bedarfsgegenstände, Kosmetik, Gebrauchsmaterialien), um darin einen – besonders durch Luftsauerstoff bewirkten – oxidativen Abbau empfindlicher Moleküle zu verhindern. Der oxidative Abbau bestimmter Inhaltsstoffe oder Bestandteile wirkt sich wertmindernd aus, weil sich Geschmack oder Geruch unangenehm verändern (Lebensmittel, Kosmetika), die Wirkung nachlässt (bei Arzneimitteln), schädliche Abbauprodukte entstehen oder physikalische Gebrauchseigenschaften nachlassen (z. B. bei Kunststoffen).

## Wirkungsmechanismus
Nach Art des chemischen Wirkmechanismus werden Antioxidantien in Radikalfänger und Reduktionsmittel unterschieden. Im weiteren Sinne werden auch Antioxidations-Synergisten zu den Antioxidantien gerechnet.

### Radikalfänger
Bei Oxidationsreaktionen zwischen organischen Verbindungen treten vielfach kettenartige Radikalübertragungen auf. Hier werden Stoffe mit sterisch gehinderten Phenolgruppen wirksam, die im Ablauf dieser Übertragungen reaktionsträge stabile Radikale bilden, die nicht weiter reagieren, wodurch es zum Abbruch der Reaktionskaskade kommt (Radikalfänger). Zu ihnen zählen natürliche Stoffe wie die Tocopherole und synthetische wie Butylhydroxyanisol (BHA), Butylhydroxytoluol (BHT) und die Gallate. Sie sind wirksam in lipophiler Umgebung.

### Reduktionsmittel
Reduktionsmittel haben ein sehr niedriges Redox-Potential – ihre Schutzwirkung kommt dadurch zustande, dass sie eher oxidiert werden als die zu schützende Substanz. Vertreter sind etwa Ascorbinsäure (−0,04 V bei pH 7 und 25 °C), Salze der Schwefligen Säure (+0,12 V bei pH 7 und 25 °C) und bestimmte organische schwefelhaltige Verbindungen (z. B. Glutathion, Cystein, Thiomilchsäure), die vorwiegend in hydrophilen Matrices wirksam sind.

### Antioxidationssynergisten
Synergisten unterstützen die Wirkung von Antioxidantien, beispielsweise, indem sie verbrauchte Antioxidantien wieder regenerieren. Durch Komplexierung von Metallspuren (Natrium-EDTA) oder Schaffung eines oxidationshemmenden pH-Wertes können Synergisten die antioxidative Wirkung eines Radikalfängers oder Reduktionsmittels verstärken.

## Vorkommen

### Natürliche Antioxidantien
Viele Antioxidantien sind natürlich und endogen vorkommende Stoffe. Im Säugetierorganismus stellt das Glutathion ein sehr wichtiges Antioxidans dar, auch eine antioxidative Aktivität von Harnsäure und Melatonin ist bekannt. Ferner sind Proteine wie Transferrin, Albumin, Coeruloplasmin, Hämopexin und Haptoglobin antioxidativ wirksam. Antioxidative Enzyme, unter denen die wichtigsten die Superoxiddismutase (SOD), die Glutathionperoxidase (GPX) und die Katalase darstellen, sind zur Entgiftung freier Radikale in den Körperzellen ebenfalls von entscheidender Bedeutung. Für ihre enzymatische Aktivität sind Spurenelemente wie Selen, Kupfer, Mangan und Zink wichtig. Als antioxidativ wirksames Coenzym ist Ubichinon-10 zu nennen. Für den menschlichen Organismus essentiell notwendige und antioxidativ wirksame Stoffe wie Ascorbinsäure (Vitamin C), Tocopherol (Vitamin E) und Betacarotin (Provitamin A) können nicht bedarfsdeckend synthetisiert werden und müssen mit der Nahrung zugeführt werden (exogene Antioxidantien). Eine Reihe von Antioxidantien werden als Bestandteil der Muttermilch an den Säugling weitergegeben, um dort ihre Wirkung zu entfalten.
Als sekundäre Pflanzenstoffe kommen Antioxidantien wie Carotinoide und verschiedenste polyphenolische Verbindungen (Flavonoide, Anthocyane, Phytoöstrogene, Nordihydroguajaretsäure und andere) in zahlreichen Gemüse- und Obstarten, Kräutern, Früchten, Samen etc. sowie daraus hergestellten Lebensmitteln vor. Die Deutsche Gesellschaft für Ernährung (DGE) erachtet die wissenschaftliche Datenlage als nicht ausreichend, um Empfehlungen für die Zufuhr einzelner Antioxidantien abzugeben.
| Verbindung(en)                                           | Lebensmittel mit hohem Gehalt                                                 |
| -------------------------------------------------------- | ----------------------------------------------------------------------------- |
| Vitamin C (Ascorbinsäure)                                | Frisches Obst und Gemüse                                                      |
| Vitamin E (Tocopherole, Tocotrienole)                    | Pflanzenöle                                                                   |
| Polyphenolische Antioxidantien (Resveratrol, Flavonoide) | Tee, Kaffee, Soja, Obst, Olivenöl, Kakao, Zimt, Oregano, Rotwein, Granatapfel |
| Carotinoide (Lycopin, Betacarotin, Lutein)               | Obst, Gemüse, Eier.                                                           |

### Synthetische Antioxidantien
Zu den künstlichen Antioxidationsmitteln zählen die Gallate, Butylhydroxyanisol (BHA) und Butylhydroxytoluol (BHT). Durch eine synthetische Veresterung der Vitamine Ascorbinsäure und Tocopherol wird deren Löslichkeit verändert, um das Einsatzgebiet zu erweitern und verarbeitungstechnische Eigenschaften zu verbessern (Ascorbylpalmitat, Ascorbylstearat, Tocopherolacetat).

## Ernährung

### Gesundheitlicher Stellenwert
Freie Radikale sind hochreaktive Sauerstoffverbindungen, die im Körper gebildet werden und in verstärktem Maß durch UV-Strahlung und Schadstoffe aus der Umwelt entstehen. Ihr Vorkommen im Übermaß (oxidativer Stress) erzeugt Zellschäden und gilt nicht nur als mitverantwortlich für das Altern, sondern wird auch in Zusammenhang mit der Entstehung einer Reihe von Krankheiten gebracht. Geringe, d. h. physiologische Mengen an ROS dagegen sind als Signalmoleküle, die die Stressabwehrkapazität, Gesundheit und Lebenserwartung von Modellorganismen und des Menschen steigern, erforderlich. Einen Schutz vor den schädlichen Folgen zu hoher Mengen an freien Radikalen stellt das körpereigene Abwehrsystem dar, welches durch geringe Mengen an ROS – einer Impfung ähnlich – immer wieder aktiviert wird (siehe auch Mitohormesis).
Außer endogen gebildeten Antioxidantien wirken im Abwehrsystem auch solche, die mit der Nahrung zugeführt werden. Eine gesunde Ernährung unter Einbeziehung von mit an antioxidativ wirksamen Stoffen reichen Lebensmitteln gilt als effektive Vorbeugung vor Herz-Kreislauferkrankungen, eine Schutzwirkung vor bestimmten Krebsarten wird als möglich erachtet. Beides jedoch wird inzwischen nicht mehr als durch aussagekräftige Studien gesichert betrachtet.
Die Beurteilung polyphenolischer Pflanzeninhaltsstoffe dagegen ist in diesem Zusammenhang deutlich besser gesichert, und die wissenschaftliche Beweislage für die gesundheitsfördernde Wirkung bestimmter Polyphenole, besonders der im Tee, Kakao, Beeren und Rotwein vorkommenden Flavanole, hat sich in den letzten Jahren verstärkt. Dies scheint aber nicht damit in Verbindung zu stehen, dass diese Substanzen antioxidative Eigenschaften in vitro besitzen. Ein Expertengutachten geht davon aus, dass die antioxidative Kapazität, welche die Polyphenole und Flavonoide in vitro zeigen, kein Messwert für deren Wirkung im menschlichen Körper ist. Die Europäische Behörde für Lebensmittelsicherheit (EFSA) schloss sich dieser Einschätzung weitgehend an.

### Häufigste Lebensmittelquellen
Nach einer US-amerikanischen Untersuchung aus dem Jahr 2005 stammt der mit Abstand größte Teil der mit der täglichen Nahrung zugeführten physiologischen Antioxidantien in den USA aus dem Genussmittel Kaffee, was allerdings weniger daran liege, dass Kaffee außergewöhnlich große Mengen an Antioxidantien enthalte, als vielmehr an der Tatsache, dass die US-Amerikaner zu wenig Obst und Gemüse zu sich nähmen, dafür aber umso mehr Kaffee konsumierten.
| Rang | Quelle        | mg/Tag | Rang | Quelle     | mg/Tag |
| ---- | ------------- | ------ | ---- | ---------- | ------ |
| 01   | Kaffee        | 1.299  | 06   | Rotwein    | 44     |
| 02   | Tee           | 294    | 07   | Bier       | 42     |
| 03   | Bananen       | 76     | 08   | Äpfel      | 39     |
| 04   | Trockenbohnen | 72     | 09   | Tomaten    | 32     |
| 05   | Mais          | 48     | 10   | Kartoffeln | 28     |

Die antioxidative Kapazität eines Lebensmittels und somit  die Fähigkeit zum Abfangen von Sauerstoffradikalen wird mit dessen ORAC-Wert angegeben.

### Nahrungsergänzung
Antioxidativ wirksame Substanzen werden in einer Reihe von Nahrungsergänzungsmitteln als „Anti-Aging“-Präparate und zur Krankheitsprävention (z. B. vor Krebs) auf dem Markt angeboten. Die enthaltenen antioxidativen Substanzen kommen auch natürlicherweise in der Nahrung vor, außerdem werden sie vielen Lebensmitteln zugesetzt, sodass in der Regel kein Mangel besteht. Es fehlen belastbare wissenschaftliche Nachweise, dass die Einnahme von Nahrungsergänzungsmitteln – in denen antioxidativ wirksame Substanzen meist isoliert und nicht im Verbund mit natürlichen Begleitstoffen enthalten sind – gesundheitlich vorteilhaft ist.
Im Gegenteil kann die Supplementierung der Antioxidantien beta-Carotin, Vitamin A sowie Vitamin E beim gesunden Menschen eine gesteigerte Entstehung von Krebs und eine Verringerung der Lebenserwartung bewirken, während Vitamin C als Supplement bzgl. Krebs und Lebenserwartung wirkungslos ist. Bei gesunden Sportlern wurde in einer 2009 veröffentlichten Studie ein kontraproduktiver Einfluss von Vitamin C und E auf den Trainingseffekt und die Vorbeugung von Diabetes gemessen, da diese Antioxidantien den Anstieg von Radikalen im Körper unterdrücken, sodass er sich weniger gut an die Belastung anpasste.
Auch bei bestimmten pathologischen Zuständen soll sich eine antioxidative Nahrungsergänzung nachteilig auswirken: bei Krebspatienten wurden Wechselwirkungen mit antineoplastischen Behandlungsmethoden (Chemotherapie, Strahlentherapie) oder andere schädliche Auswirkungen beschrieben.
Bezogen auf Antioxidantien in Form von Supplementen wird auf die finanziellen Interessen der Hersteller verwiesen: „Die Vorstellung von Oxidation und Altern wird von Leuten am Leben gehalten, die damit Geld verdienen.“
Seit 2013 gilt die Vorstellung als überholt, man könne das komplexe Netzwerk von antioxidativen Systemen im menschlichen Körper durch Flutung mit einer einzelnen per Supplement zugeführten Substanz verbessern.

### Totale antioxidative Kapazität
Die Bestimmung der totalen antioxidativen Kapazität (total antioxidant capacity, TAC) in Körperflüssigkeiten liefert einen pauschalen Eindruck über die relative antioxidative Aktivität einer biologischen Probe. Es stehen verschiedene Möglichkeiten für die Bestimmung der antioxidativen Kapazität in Körperflüssigkeiten zur Verfügung. Das Grundprinzip all dieser Methoden ist gleich. Die in der biologischen Probe enthaltenen Antioxidantien schützen ein Substrat vor dem durch ein Radikal induzierten oxidativen Angriff. Die Zeitspanne und das Ausmaß, mit der die Probe diese Oxidation verhindert, kann bestimmt werden und wird meist mit Trolox (wasserlösliches Vitamin-E-Derivat) oder Vitamin C als Standard verglichen. Je länger es dauert, ein Substrat zu oxidieren, desto höher ist die antioxidative Kapazität. Durch verschiedene Extraktionen kann man die antioxidative Kapazität lipidlöslicher und wasserlöslicher Substanzen untersuchen. Oft angewandte Tests sind TRAP (Total Peroxyl Radical-trapping Antioxidant Parameter), ORAC (Oxygen Radical Absorbance Capacity), TEAC (Trolox Equivalent Antioxidative Capacity), FRAP (Ferric Ion Reducing Antioxidant Power) und PLC (Photochemilumineszenz).
Im Jahre 2010 wurde in den USA die totale antioxidative Kapazität durch Ernährung und Nahrungsergänzungsmittel bei Erwachsenen untersucht. Dabei wurden Datenbanken des US-Department für Landwirtschaft, Daten zu Nahrungsergänzungsmitteln und zum Lebensmittelverzehr von 4391 US-Erwachsenen im Alter ab 19 Jahren ausgewertet. Um die Daten zur Aufnahme von einzelnen antioxidativen Verbindungen zu TAC-Werten zu konvertieren, wurde die Messung des Vitamin-C-Äquivalent (VCE) von 43 antioxidativen Nährstoffen zuvor angewendet. Die tägliche TAC lag durchschnittlich bei 503,3 mg VCE/Tag, davon ca. 75 Prozent aufgenommen durch die Nahrung und 25 Prozent durch Nahrungsergänzungsmittel.

### Nichtinvasive Messung von Antioxidantien am Menschen
Die  Hochleistungsflüssigkeitschromatographie gilt als Goldstandard zur Bestimmung von Antioxidantien. Die Analyse erfordert entweder Blutproben oder die Entnahme von Hautbiopsien. Zur Analyse kurzfristiger Änderungen eignet sie sich deshalb nur bedingt. Aus diesem Grund wurden Verfahren entwickelt, mit denen Antioxidantien nichtinvasiv durch direkte Messung an spezifischen Hautarealen bestimmt werden. Gemessen werden Carotinoide als bester biologischer Marker für den Konsum von Obst und Gemüse.
Ein in diesem Zusammenhang wichtiges Verfahren ist die Resonanz-Raman-Spektroskopie. Prinzipiell erfordert sie schmalbandige Lichtquellen (meist Laser) zur Beleuchtung. Das aus der Haut zurückgestreute Licht wird über ein dispersives Element (meist ein Optisches Gitter) in seine spektralen Anteile zerlegt. Während die Messung in der Vergangenheit mit Laborgeräten erfolgte, sind inzwischen auch Tischgeräte verfügbar.
Ein weiteres Verfahren, mit dem Antioxidantien erfolgreich am Menschen gemessen wurden, ist die Reflexionsspektroskopie. Im Unterschied zur Resonanz-Raman-Spektroskopie kommen zur Beleuchtung der Haut breitbandige Lichtquellen oder LEDs zum Einsatz. Der apparative Aufwand ist insgesamt geringer, sodass Antioxidantien-Scanner auch als Handgeräte realisiert werden können, die in ihrem Messergebnis jedoch sehr gut mit den Ergebnissen der Resonanz-Raman-Spektroskopie korrelieren.

## Technische Verwendung
In der Industrie werden Antioxidantien als Zusatzstoffe (Additive) benötigt, um die oxidative Degradation von Kunststoffen, Elastomeren und Klebstoffen zu verhindern. Sie dienen außerdem als Stabilisatoren in Treib- und Schmierstoffen. In Kosmetika auf Fettbasis, etwa Lippenstiften und Feuchtigkeitscremes, verhindern sie Ranzigkeit. In Lebensmitteln wirken sie Farb- und Geschmacksveränderungen entgegen und verhindern ebenfalls das Ranzigwerden von Fetten.
Obwohl diese Additive nur in sehr geringen Dosen benötigt werden, typischerweise weniger als 0,5 Prozent, beeinflussen ihr Typ, die Menge und Reinheit drastisch die physikalischen Parameter, Verarbeitung, Lebensdauer und oft auch Wirtschaftlichkeit der Endprodukte. Ohne Zugabe von Antioxidantien würden viele Kunststoffe nur kurz überleben. Die meisten würden sogar überhaupt nicht existieren, da viele Plastikartikel nicht ohne irreversible Schäden fabriziert werden könnten. Das Gleiche gilt auch für viele andere organische Materialien.

### Kunst-, Kraft- und Schmierstoffe
Es kommen hauptsächlich sterisch gehinderte Amine (hindered amine stabilisers, HAS) aus der Gruppe der Arylamine zum Einsatz und sterisch gehinderte Phenolabkömmlinge, die sich strukturell oft vom Butylhydroxytoluol ableiten (Handelsnamen Irganox, Ethanox, Isonox und andere).

### Futtermittel
| E-Nummer | Antioxidans | Zugelassene Verwendung (Beispiele)   |
| -------- | ----------- | ------------------------------------ |
| E324     | Ethoxyquin  | Futtermittel, insbesondere Fischmehl |

### Lebensmittel, Kosmetika, Arzneimittel
Zulässige Antioxidantien sind in Deutschland in der Verordnung (EG) Nr. 1333/2008 und der Kosmetik-Verordnung geregelt.
Beispiele für antioxidative Lebensmittelzusatzstoffe sind in der Tabelle angegeben.
| E-Nummer        | Antioxidans                                                                      | Zugelassene Verwendung (Beispiele) |
| --------------- | -------------------------------------------------------------------------------- | --- |
| E220–E228       | Schwefeldioxid und Salze der Schwefligen Säure                                   | Trockenfrüchte, Wein |
| E300–E302, E304 | Ascorbinsäure (Vitamin C), ihre Salze und Fettsäureester                         | Fruchtsäfte, Konfitüren, Trockenmilchprodukte, Öle und Fette, Obst- und Gemüsekonserven, Backwaren, frische Teigwaren, Fleisch- und Fischerzeugnisse |
| E306–E309       | Tocopherol und seine Ester                                                       | pflanzliche Fette und Öle |
| E315, E316      | Isoascorbinsäure und Natriumsalz                                                 | Fleisch- und Fischerzeugnisse |
| E310–E312       | Gallate                                                                          | Bratöl und -fett, Schmalz, Kuchenmischungen, Knabbererzeugnisse, verarbeitete Nüsse, Trockensuppen, Soßen etc.                                       |
| E319            | tert-Butylhydrochinon (TBHQ)                                                     | Bratöl und -fett, Schmalz, Kuchenmischungen, Knabbererzeugnisse, verarbeitete Nüsse, Trockensuppen, Soßen etc.                                       |
| E320            | Butylhydroxyanisol (BHA)                                                         | Bratöl und -fett, Schmalz, Kuchenmischungen, Knabbererzeugnisse, verarbeitete Nüsse, Trockensuppen, Soßen etc.                                       |
| E321            | Butylhydroxytoluol (BHT)                                                         | Bratöl und -fett, Schmalz, Kuchenmischungen, Knabbererzeugnisse, verarbeitete Nüsse, Trockensuppen, Soßen etc.                                       |
| E392            | Rosmarinextrakt (wirksame Inhaltsstoffe insbesondere Carnosol und Carnosolsäure) | Fette, Öle, Backwaren, Knabbererzeugnisse, Fleisch- und Fischerzeugnisse, Saucen etc.                                                                |
| E586            | 4-Hexylresorcin                                                                  | frische und tiefgefrorene Krebstiere |

Als Lebensmittelzusatz aufgrund lebertoxischer Wirkungen seit 1968 nicht mehr erlaubt ist die Nordihydroguajaretsäure, ein höchst wirksames Antioxidans zur Haltbarmachung von Fetten und Ölen, das aber weiterhin in kosmetischen Präparaten zulässig ist.
Lebensmitteltechnisch und pharmazeutisch gebräuchliche Antioxidationssynergisten sind unter anderem Citronensäure und ihre Salze (E330–E333), Weinsäure und ihre Salze (E334–E337), Phosphorsäure und ihre Salze (E338–E343) und Ethylendiamintetraessigsäure (EDTA) und ihre Salze (Calciumdinatrium-EDTA, E385).

## Analytik
Die zuverlässige qualitative und quantitative Bestimmung der verschiedenen Antioxidantien gelingt nach angemessener Probenvorbereitung durch Kopplung der HPLC oder Gaschromatographie mit der Massenspektrometrie.